# Zbigniew Kryński

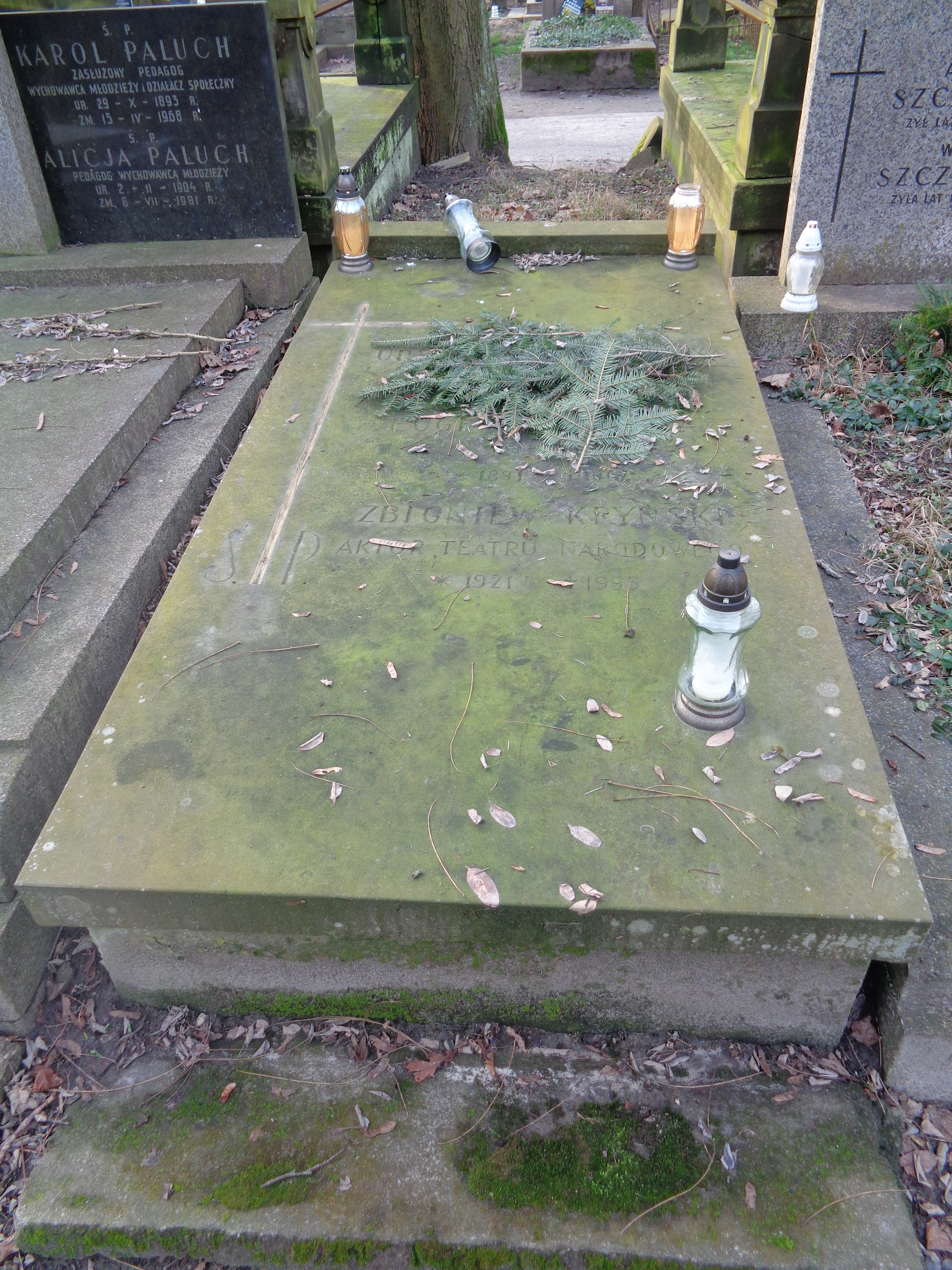
Grób Zbigniewa Kryńskiego na cmentarzu Powązkowskim

Zbigniew Kryński (ur. 3 sierpnia 1921 w Siedlcach, zm. 11 października 1995 w Warszawie) – polski aktor.

## Życiorys
Był uczniem Kursów Maturalnych Nr 1 w Alessano, we Włoszech.
Był absolwentem PWST w Warszawie. Studia ukończył w 1948, gdy siedziba uczelni mieściła się jeszcze w Łodzi. W sezonie 1948–49 grał w Teatrze Śląskim im. Stanisława Wyspiańskiego w Katowicach, a od 1949 aż do przejścia na emeryturę w 1982 w Teatrze Narodowym w Warszawie. Zagrał kilkanaście drugoplanowych ról w filmach i serialach telewizyjnych. Najbardziej znaczącą z nich była postać murarza Osucha w serialu Dom Jana Łomnickiego. Pochowany na cmentarzu Powązkowskim w Warszawie (kwatera 75-5-15).

## Filmografia
Role filmowe:
- I ty zostaniesz Indianinem (1962) jako Włoch
- Miejsce dla jednego (1965) jako inżynier
- Podróżni jak inni (1969) jako niemiecki żołnierz
- Spacer (1970) jako major
- Na przełaj (1971)
- Tajemnica wielkiego Krzysztofa (1972) jako turysta zwiedzający ratusz
- Trzeba zabić tę miłość (1972) jako Pawlak, pacjent
- Nagrody i odznaczenia (1973) jako Jagodziński, oficer UB
- Nie ma róży bez ognia (1974) jako pasażer
- Dom moich synów (1975) jako gość na przyjęciu u Tadeusza Góreckiego
- Ocalić miasto (1976) jako Kazimierz Pawlak, komunista
- Raszyn. 1809 (1977) jako członek delegacji Izby Najwyższej Administracji Wojennej
- Żołnierze wolności (1977; ros. tyt. Sołdaty swobody) jako Stanisław Mikołajczyk
- Śmierć prezydenta (1977) jako Stanisław Thugutt, prezes PSL Wyzwolenie
- Bilet powrotny (1978) jako gość na weselu Antoniny i Pierre’a
- Dorota (1978) jako podwładny Doroty
- Romans Teresy Hennert (1978) jako Grzegorz, kelner
- Ciosy (1980)
- Polonia Restituta (1980)
- Zamach stanu (1980) jako Adam Pragier

Role w serialach telewizyjnych:
- Odejścia, powroty (1972) jako Stanisław, zawiadowca (w odc. 1)
- Dyrektorzy (1975) jako mężczyzna rozmawiający z Czernym (w odc. 6)
- 07 zgłoś się (1976–87) jako recepcjonista w Hotelu "Turystycznym" (w odc. 9 pt. Rozkład jazdy z 1978)
- Rodzina Połanieckich (1978)
- Życie na gorąco (1978) jako Theodor Ebner (w odc. 1)
- Polonia Restituta (1982)
- Dom (1979–87; 1995–2000) jako Osuch

## Polski dubbing
- 1951: Ona tańczyła jedno lato – Klas Viberg
- 1956: Melduję posłusznie – Żandarm
- 1958: Diabelski wynalazek – pan Serke
- 1958: Na psa urok
- 1958: Proces został odroczony – Dyrektor
- 1959: Banda Asa Kier – Szestakow
- 1959: Cyrk jedzie – Sam Treat
- 1959: Macario
- 1960: Tajemnicza puderniczka – Pipka
- 1960: Dzień powszedni – Monter
- 1960: O chłopie, co okpił śmierć – Pandrhola
- 1960: Trzy światy Guliwera – lord Bermogg
- 1961: Salvatore Giuliano
- 1962: Dwoje na huśtawce – Pan Jacoby (pierwsza wersja dubbingowa)
- 1962: Wódz czerwonoskórych – złodziej
- 1964: Ostatni Mohikanin – kucharz
- 1965: Bitwa o Algier
- 1965: Biała pani
- 1965: Lebiediew contra Lebiediew – Potapow
- 1965: Napad stulecia – Andrew Elton
- 1965: Pałace w płomieniach – Serafim Mogos
- 1965: Winnetou i Król Nafty – Bill Campbell
- 1966: Winnetou i Apanaczi – Hank
- 1967: Dom i gospodarz – przewodniczący kołchozu Prochor
- 1967: Testament agi – kapitan Csomai
- 1968: Kapryśne lato – Antonin Dura
- 1968: Na szlaku wojennych przygód – Vit Pracka
- 1968: Na tropie Sokoła – Sam Blake
- 1968: Nie drażnić cioci Leontyny – Serafin
- 1969: Białe Wilki – Samuel D. Blake
- 1969: Nie smuć się – Dodo
- 1970: Cudowna lampa Aladyna – sowa Hi-Hi
- 1970: Gott mit uns – kapral Jelinek
- 1970: Waterloo – generał brygady Pierre Cambronne
- 1971: Królowa Elżbieta – Kelley
- 1972: Rodzina Straussów – Dissl
- 1972: Ponieważ się kochają – sędzia Haiduc
- 1972: Wódz Indian – Tecumseh – Mac
- 1972: Zindy, chłopiec z bagien – Sebastian
- 1973: Co ważne w życiu – Burda
- 1973: Cudowny kożuszek – Küsmödi
- 1976: Ja, Klaudiusz − Montanus (odc. 5)
- 1981: Karkonosz i narciarze